# PGM 338狙擊步槍
PGM 338（又稱：、；LM意為「拉普麥格農」、Mini-Hecate意為「迷你赫卡忒」，即PGM Hécate II狙擊步槍的「迷你」型）是一款由法国槍械製造商PGM精密公司所研製及生產的旋转后拉枪机式手動狙擊步槍，發射.338拉普麥格農口徑步枪子彈（.338 Lapua Mag，8.6×70毫米或8.58×70毫米）。根據確切的彈藥種類和環境條件，彈丸可在達到最大1,200—1,500公尺的距離保持超音速。
PGM 338旨在實現遠程殺傷人員用途，並且填補較為輕便的7.62×51毫米北約／.308 Winchester口徑人員殺傷狙擊步槍以及較為龐大的12.7×99毫米北約／.50 BMG口徑反器材狙擊步槍兩者的能力之間的空白；前者在面對超遠距離目標時並無足夠的最大有效射程以發揮有效的運用，而後者則是缺乏輕便型系統的便攜性。
PGM 338是由瑞士槍械製造商先進軍事系統設計公司（英語：Advanced Military System Design，簡稱：AMSD）的克里斯·L·毛爾路嘉納爾（英語：Chris L Movigliatti；當時就職於PGM精密公司）所設計，並且由法國PGM精密公司所生產。該步槍直接通過法國PGM精密公司、美國德雷克協會公司，以及德國和其他歐洲國家的萊姆克防務公司所進行分銷。
PGM 338在高端原廠狙擊步槍市場以上的主要商業競爭對手與等同物為精密國際AW（S）M、巴雷特MRAD、麥克米蘭TAC-338和薩科TRG產品系列。

## 設計細節
與其他採用大量塑料部件的現代狙擊步槍不同的是，PGM 338與其「兄長」——PGM Hécate II狙擊步槍（為.50 BMG口徑）一樣，有着與其他PGM系列步槍類似的中央剛性金屬骨架底盤的構造，賦予其有如骨架型“準系統”的外表，以最大限度地減輕其重量並且簡化其維護。
機匣是由高質量的7075航空等級铝合金所製成，而钢製枪栓以上具有三個鎖耳，藉以伸入槍管延伸部以內進行閉鎖。它還具有超壓通風孔，可在發生極少數的子彈殼頭故障情況以下，給予讓高壓燃氣逸出的通道。槍管是由德国洛塔爾·瓦爾特（Lothar Walther）公司所設計，為冷錘鍛製而成。比賽等級的開槽化槍管以完全自由浮動形式裝上機匣，並且採用整體式內建制退器，具有降低50％的後座力的效果。槍管採用非傳統的305毫米（1：12英寸）右旋纏距，最適用於發射16.2克（250格令）.338口徑極低阻力（VLD）彈丸。至於更長、更重的極低阻力子彈，比如塞拉利昂公司（英語：Sierra）的空尖尾錐型（英語：Hollow Point Boat Tail，簡稱：HPBT）比賽之王（英語：MatchKing）19.44克（300格令）.338口徑彈丸則是需要254毫米（1：10英寸）的膛線纏距。

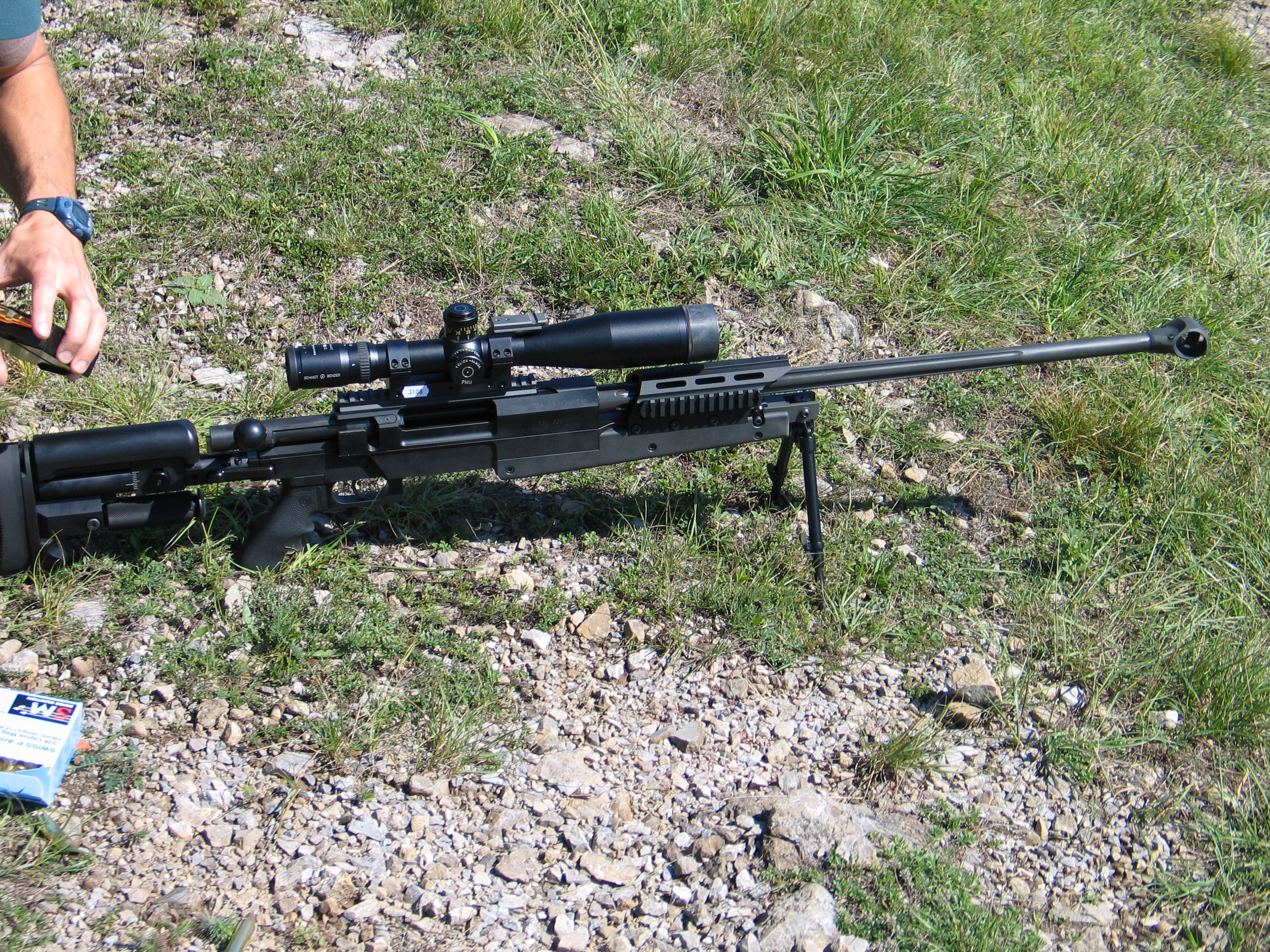
PGM 338狙擊步槍。

手槍握把和前護木是由聚合物材料所製成，並且安裝在底把以上。槍托則是由金属所製成，並且具有可調節的緩沖肩墊，可用以實現舒適的瞄準，比及最大限度地減輕後座力對使用者的影響。它還可以調節扳機拉距（英語：Length of Pull，簡稱：LOP）和腮托高度（英語：Comb height），以至可折疊到機匣的左側，以減少該步槍的整體尺寸，使其更為便於攜帶。裝在槍托下方、可及調節的後折疊式駐鋤有助於將該步槍長時間保持在穩定位置，當與槍管（和護木）下方支撐該步槍的折疊式雙腳架配合使用時更為能夠發揮最佳效果。附有手指凹槽的手槍握把用於舒適地操作武器，特別是在長時間使用的期間、使用者必須立即準備開火時更為顯著。
該步槍亦裝有可完全調節的兩道火扳機，扳機扣力可經軍械士之手、在10牛頓（2.2磅力）至16牛頓（3.6磅力）之間調節；除此以外，還有快速上鎖時間。
PGM 338配有MIL-STD-1913戰術導軌，因而可配備各種商業型和北約標準的日間／夜間望遠式狙擊鏡、戰術燈、夜視儀和其他戰術配件。它還裝有一組可選的緊急機械瞄具，可以在次要情況或主要瞄準具失效、損毀的緊急情況以下使用。
槍口以上通常裝有單室式制退器以減輕後座力、槍口上揚和槍口焰。然而，假如使用者不想使用PGM原廠的槍口制退器或換裝消聲器，亦可將其拆卸。為了保持最佳的射擊舒適度，原廠建議在槍口並無連接槍口制退器或是消聲器的情況下避免射擊。
PGM 338主要用於殺傷距離500至1,400公尺之間的敵方人員的狙擊工作，而且當由合格的射手所使用並且配用比賽等級彈藥時，可以始終地達到約0.5弧分的準確度。在少於500公尺的距離以內，.338拉普麥格農在殺傷人員用途而言實在是過於強大；而且除非需要貫穿深厚的材料，否則在大多數情況下都會造成過度貫穿。而在距離超過1,200公尺之時，標準的.338拉普麥格農子彈會進入跨音速區域，因而明顯地降低其精度，但在高達1,500公尺的情況以下仍可保持其可靠性。
該步槍通常配以10發彈匣以下使用，但亦有其他容量更大的彈匣。
原廠附件包括：PGM消聲器、符合人體工程學的木製握把、包括長皮卡汀尼導軌和側皮卡汀尼導軌的套件、PGM狙擊鏡架、PGM後備機械瞄具、具有泡沫塑料的槍械運送箱和槍背帶。

## 使用國
- 亞美尼亞
  - 陸軍特種部隊[2][3]
- 智利
  - 智利陸軍（英语：Chilean Army）[4]
- 法國
  - 法國軍隊
  - 國家憲兵干預組
  - 2018年，法國特種作戰司令部（英语：Special Operations Command (France)）採用該槍為特種部隊武器。[5]
- 德国
  - 德國聯邦警察GSG 9
- 以色列
  - 以色列特種部隊[6]
- 新加坡
  - 新加坡武裝部隊特攻部隊（英语：Singapore Armed Forces Commando Formation）[7]
- 斯洛維尼亞
  - 斯洛文尼亞武裝部隊（英语：Slovenian Armed Forces）[8]
- 瑞士
  - 瑞士特種警察[9]

## 資料來源
1. ↑  PGM .338 LM User Manual
2. ↑  . YouTube.   [2014-10-26]. （原始内容存档于2016-04-22）.
3. ↑  . APA. 2016-02-01  [2019-04-04]. （原始内容存档于2016-02-04）.
4. ↑  .   [2020-09-26]. （原始内容存档于2016-07-01）.
5. ↑  [archive.wikiwix.com/cache/?url=http%3A%2F%2Fwww.opex360.com%2F2018%2F06%2F17%2Fmini-hecate-ii-nouveau-fusil-de-precision-francais-destine-aux-forces-speciales%2F « Le mini Hecate II, le nouveau fusil de précision français destiné aux forces spéciales » ［archive］], sur opex360.com, 17 juin 2018 (consulté le 27 juin 2018)
6. ↑  .   [2019-04-04]. （原始内容存档于2016-07-25）.
7. ↑  . Hrvatski Vojnik Magazine.   [2009-10-25]. （原始内容存档于2009-10-15） （克罗地亚语）.
8. ↑  .   [2019-04-04]. （原始内容存档于2017-03-07）.
9. ↑  .   [2019-04-04]. （原始内容存档于2009-05-19）.

## 外部連結
- （英文）—PGM Précision（页面存档备份，存于）
- （英文）—Drake Associates
- （英文）—PGM 338 data sheet
- （英文）—User Manual PGM .338 LM
- （英文）—Modern Firearms—PGM Mini-Hecate .338（页面存档备份，存于）
- （法文）—PGM 338 image collection（页面存档备份，存于）
- （法文）—TRG-42 vs. PGM 338 comparison（页面存档备份，存于）
- （英文）—Tactical-Life.com—
  - SOCOM PSR Contenders by Tom Beckstrand（页面存档备份，存于）
  - PGM  PRECISION .338 LAPUA MAG Drake Associates' PGM 338 by Charlie Cutshaw（页面存档备份，存于）
- （德文）—PGM Germany